# The Willies
The Willies è un film del 1990 diretto da Brian Peck.

## Trama

### Prologo ("Camping Out")
Due fratelli, Kyle e Josh, e il loro cugino, Michael, si riuniscono intorno ad un falò e decidono di raccontarsi storie spaventose, ognuna delle quali definita come realmente avvenuta. Nei primi dieci minuti del film (anche prima dei titoli di testa), raccontano una serie di brevi storie:
- "Tennessee Frickasee" - Una donna in un ristorante fast food trova un topo nel suo pollo fritto.
- "Haunted Estate" - Un vecchio muore per un attacco di cuore dopo aver visitato la "Casa infestata" di un parco di divertimenti.
- "Poodle Souffle" - Una donna anziana mette il suo barboncino nel microonde per farlo asciugare con il risultato che il cane esploderà in mille pezzi.

A questo punto, Michael decide di raccontare una storia avvenuta nella scuola dove lavorava suo padre.

### "Bad Apples"
Un bambino di nome Danny Hollister ogni giorno deve vedersela con i bulli della sua scuola e con un'insegnante antipatica. L'unica persona che si dimostra gentile con lui è il custode, il signor Jenkins. Un giorno, andato in bagno, Danny vi trova all'interno il corpo del signor Jenkins con la testa staccata ed una creatura mostruosa. Danny racconta tutto alla sua insegnante, la quale spazientita lo riaccompagna in bagno per dimostrargli che non vi è alcun mostro. Nel bagno il mostro fa la sua comparsa ed uccide l'insegnante. Danny attira poi i bulli in bagno e ce li chiude dentro lasciando che siano anche loro uccisi dal mostro.
Viene poi rivelato che il signor Jenkins è in realtà il mostro che si nasconde dietro le sembianze del custode con un travestimento.
Diversi mesi dopo il signor Jenkins si trasferisce in un'altra città e trova lavoro presso un'altra scuola, dove continua a punire i bulli uccidendoli.

### Interludio
Michael dice che la storia gli è stata raccontata da suo padre e che è vera. Kyle e Josh dicono di avere una storia ancora più strana da raccontare.

### "Flyboy"
Gordy Belcher è un ragazzo solitario ed ossessionato dalle mosche che spesso ruba il letame dal contadino Spivey facendolo imbestialire.
Sospeso da scuola per aver fatto mangiare ad una ragazza un biscotto ripieno di mosche morte, Gordy si ferma alla fattoria di Spivey per rubare del letame. Sorpreso dal contadino, Gordy tenta di fuggire ma è fermato dall'uomo che gli propone una tregua e gli fa dono di un barattolo del concime miracoloso di sua invenzione.
Tornato a casa Gordy scopre che sua madre ha gettato via tutte le sue mosche, salvo tre che il ragazzo teneva nascoste. Gordy le mette nel barattolo di concime. Durante la notte la tre mosche crescono a dismisura e liberatesi dal barattolo si avventano su Gordy. Allarmati dai rumori provenienti dalla stanza del ragazzo, i suoi genitori si alzano per andare a controllare e lo trovano con le braccia amputate.
Gordy si sveglia il giorno dopo con due protesi al posto delle braccia.

### Epilogo
Terminata la storia Michael si dice incredulo e i fratelli sostengono che la sua storia era molto meno credibile. Poco dopo arriva lo zio Henry, il padre di Michael, e i fratelli gli chiedono di provare che la storia del signor Jenkins è vera. Zio Henry si toglie quindi la maschera rivelando di essere lui il mostruoso signor Jenkins.

## Accoglienza
Il film ha ricevuto recensioni generalmente negative nel corso degli anni. Sul sito Rotten Tomatoes, al momento non ci sono recensioni critiche, ma il film ha un punteggio del 24% del pubblico. Il film ha anche ricevuto 1,5 su 5 stelle dalla redazione di AllMovie.

## Curiosità
- Il popolare stickers "Garbage Pail Kids" degli anni'80 è visibile nella scena nel bagno della scuola elementare.
- Quando Gordy Belcher guarda la TV nel suo sogno vediamo Kirk Cameron e Tracey Gold interpretare i loro personaggi di Mike e Carol Seaver che interpretano nella serie Genitori in blue jeans.
- La macchia di urina sui jeans di Danny Hollister appare e scompare tra una scena e l'altra.
- Alla fine dei titoli di coda si vede il logo del film con in sottofondo il verso del mostro.
- Ad un certo punto i due fratelli chiedono al cugino se ha intenzione di raccontare di quando lui insieme ai suoi amici ha trovato una vecchia nave pirata in una grotta. Questo è un riferimento al film I Goonies, nel quale ha recitato Sean Astin.
- Esiste una versione del film della durata di 87 minuti nella quale non è presente il segmento "Poodle Souffle".